# نیکولای تاتارینوف
نیکولای تاتارینوف (انگلیسی: Nikolay Tatarinov; ۱۴ دسامبر ۱۹۲۷ – ۲۹ مهٔ ۲۰۱۷) ورزشکار دو و میدانی اهل اتحاد جماهیر شوروی سوسیالیستی بود.
وی در مسابقات کشوری و بین‌المللی در مجموع برندهٔ ۱ مدال نقره شده‌است.